# Pion lié
|   | a                                                                                             | b                                                                                             | c                                                                                             | d                                                                                             | e                                                                                             | f                                                                                             | g                                                                                             | h                                                                                             |   |
| 8 | Pion noir sur case noire a7 · Pion blanc sur case blanche b5 · Pion blanc sur case blanche c4 | Pion noir sur case noire a7 · Pion blanc sur case blanche b5 · Pion blanc sur case blanche c4 | Pion noir sur case noire a7 · Pion blanc sur case blanche b5 · Pion blanc sur case blanche c4 | Pion noir sur case noire a7 · Pion blanc sur case blanche b5 · Pion blanc sur case blanche c4 | Pion noir sur case noire a7 · Pion blanc sur case blanche b5 · Pion blanc sur case blanche c4 | Pion noir sur case noire a7 · Pion blanc sur case blanche b5 · Pion blanc sur case blanche c4 | Pion noir sur case noire a7 · Pion blanc sur case blanche b5 · Pion blanc sur case blanche c4 | Pion noir sur case noire a7 · Pion blanc sur case blanche b5 · Pion blanc sur case blanche c4 | 8 |
| 7 | Pion noir sur case noire a7 · Pion blanc sur case blanche b5 · Pion blanc sur case blanche c4 | Pion noir sur case noire a7 · Pion blanc sur case blanche b5 · Pion blanc sur case blanche c4 | Pion noir sur case noire a7 · Pion blanc sur case blanche b5 · Pion blanc sur case blanche c4 | Pion noir sur case noire a7 · Pion blanc sur case blanche b5 · Pion blanc sur case blanche c4 | Pion noir sur case noire a7 · Pion blanc sur case blanche b5 · Pion blanc sur case blanche c4 | Pion noir sur case noire a7 · Pion blanc sur case blanche b5 · Pion blanc sur case blanche c4 | Pion noir sur case noire a7 · Pion blanc sur case blanche b5 · Pion blanc sur case blanche c4 | Pion noir sur case noire a7 · Pion blanc sur case blanche b5 · Pion blanc sur case blanche c4 | 7 |
| 6 | Pion noir sur case noire a7 · Pion blanc sur case blanche b5 · Pion blanc sur case blanche c4 | Pion noir sur case noire a7 · Pion blanc sur case blanche b5 · Pion blanc sur case blanche c4 | Pion noir sur case noire a7 · Pion blanc sur case blanche b5 · Pion blanc sur case blanche c4 | Pion noir sur case noire a7 · Pion blanc sur case blanche b5 · Pion blanc sur case blanche c4 | Pion noir sur case noire a7 · Pion blanc sur case blanche b5 · Pion blanc sur case blanche c4 | Pion noir sur case noire a7 · Pion blanc sur case blanche b5 · Pion blanc sur case blanche c4 | Pion noir sur case noire a7 · Pion blanc sur case blanche b5 · Pion blanc sur case blanche c4 | Pion noir sur case noire a7 · Pion blanc sur case blanche b5 · Pion blanc sur case blanche c4 | 6 |
| 5 | Pion noir sur case noire a7 · Pion blanc sur case blanche b5 · Pion blanc sur case blanche c4 | Pion noir sur case noire a7 · Pion blanc sur case blanche b5 · Pion blanc sur case blanche c4 | Pion noir sur case noire a7 · Pion blanc sur case blanche b5 · Pion blanc sur case blanche c4 | Pion noir sur case noire a7 · Pion blanc sur case blanche b5 · Pion blanc sur case blanche c4 | Pion noir sur case noire a7 · Pion blanc sur case blanche b5 · Pion blanc sur case blanche c4 | Pion noir sur case noire a7 · Pion blanc sur case blanche b5 · Pion blanc sur case blanche c4 | Pion noir sur case noire a7 · Pion blanc sur case blanche b5 · Pion blanc sur case blanche c4 | Pion noir sur case noire a7 · Pion blanc sur case blanche b5 · Pion blanc sur case blanche c4 | 5 |
| 4 | Pion noir sur case noire a7 · Pion blanc sur case blanche b5 · Pion blanc sur case blanche c4 | Pion noir sur case noire a7 · Pion blanc sur case blanche b5 · Pion blanc sur case blanche c4 | Pion noir sur case noire a7 · Pion blanc sur case blanche b5 · Pion blanc sur case blanche c4 | Pion noir sur case noire a7 · Pion blanc sur case blanche b5 · Pion blanc sur case blanche c4 | Pion noir sur case noire a7 · Pion blanc sur case blanche b5 · Pion blanc sur case blanche c4 | Pion noir sur case noire a7 · Pion blanc sur case blanche b5 · Pion blanc sur case blanche c4 | Pion noir sur case noire a7 · Pion blanc sur case blanche b5 · Pion blanc sur case blanche c4 | Pion noir sur case noire a7 · Pion blanc sur case blanche b5 · Pion blanc sur case blanche c4 | 4 |
| 3 | Pion noir sur case noire a7 · Pion blanc sur case blanche b5 · Pion blanc sur case blanche c4 | Pion noir sur case noire a7 · Pion blanc sur case blanche b5 · Pion blanc sur case blanche c4 | Pion noir sur case noire a7 · Pion blanc sur case blanche b5 · Pion blanc sur case blanche c4 | Pion noir sur case noire a7 · Pion blanc sur case blanche b5 · Pion blanc sur case blanche c4 | Pion noir sur case noire a7 · Pion blanc sur case blanche b5 · Pion blanc sur case blanche c4 | Pion noir sur case noire a7 · Pion blanc sur case blanche b5 · Pion blanc sur case blanche c4 | Pion noir sur case noire a7 · Pion blanc sur case blanche b5 · Pion blanc sur case blanche c4 | Pion noir sur case noire a7 · Pion blanc sur case blanche b5 · Pion blanc sur case blanche c4 | 3 |
| 2 | Pion noir sur case noire a7 · Pion blanc sur case blanche b5 · Pion blanc sur case blanche c4 | Pion noir sur case noire a7 · Pion blanc sur case blanche b5 · Pion blanc sur case blanche c4 | Pion noir sur case noire a7 · Pion blanc sur case blanche b5 · Pion blanc sur case blanche c4 | Pion noir sur case noire a7 · Pion blanc sur case blanche b5 · Pion blanc sur case blanche c4 | Pion noir sur case noire a7 · Pion blanc sur case blanche b5 · Pion blanc sur case blanche c4 | Pion noir sur case noire a7 · Pion blanc sur case blanche b5 · Pion blanc sur case blanche c4 | Pion noir sur case noire a7 · Pion blanc sur case blanche b5 · Pion blanc sur case blanche c4 | Pion noir sur case noire a7 · Pion blanc sur case blanche b5 · Pion blanc sur case blanche c4 | 2 |
| 1 | Pion noir sur case noire a7 · Pion blanc sur case blanche b5 · Pion blanc sur case blanche c4 | Pion noir sur case noire a7 · Pion blanc sur case blanche b5 · Pion blanc sur case blanche c4 | Pion noir sur case noire a7 · Pion blanc sur case blanche b5 · Pion blanc sur case blanche c4 | Pion noir sur case noire a7 · Pion blanc sur case blanche b5 · Pion blanc sur case blanche c4 | Pion noir sur case noire a7 · Pion blanc sur case blanche b5 · Pion blanc sur case blanche c4 | Pion noir sur case noire a7 · Pion blanc sur case blanche b5 · Pion blanc sur case blanche c4 | Pion noir sur case noire a7 · Pion blanc sur case blanche b5 · Pion blanc sur case blanche c4 | Pion noir sur case noire a7 · Pion blanc sur case blanche b5 · Pion blanc sur case blanche c4 | 1 |
|   | a                                                                                             | b                                                                                             | c                                                                                             | d                                                                                             | e                                                                                             | f                                                                                             | g                                                                                             | h                                                                                             |   |

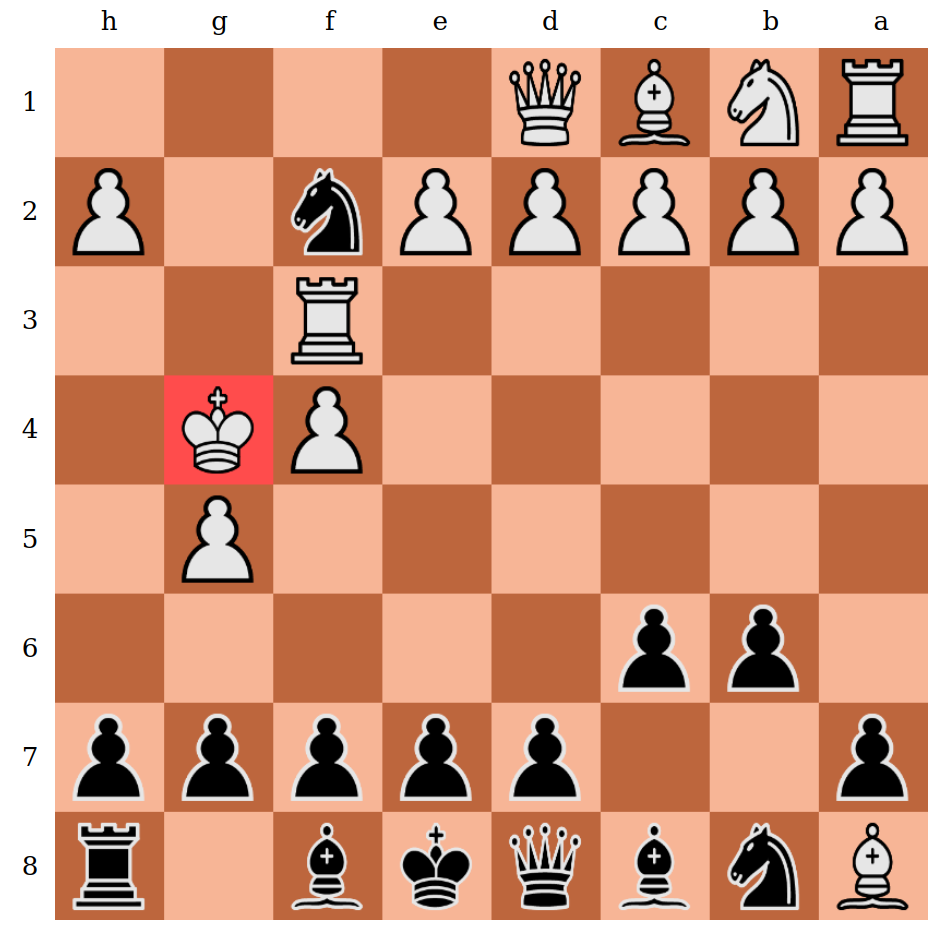
Un exemple d’une partie d’échec où la tactique du pion lié est utilisée

Aux échecs, des pions sont liés lorsqu'ils sont placés sur une diagonale et que l'un défend l'autre. Les pions liés sont intéressants dans la mesure où un pion est défendu par l'autre, derrière lui.